# جنيفر براون
جنيفر براون (بالسويدية: Jennifer Brown)‏ هي مغنية سويدية، ولدت في 18 فبراير 1972 في غوتنبرغ في السويد.

## وصلات خارجية
- الموقع الرسمي
- جنيفر براون على موقع IMDb (الإنجليزية)
- جنيفر براون على موقع ميوزك برينز (الإنجليزية)
- جنيفر براون على موقع أول ميوزيك (الإنجليزية)
- جنيفر براون على موقع ديسكوغز (الإنجليزية)